# جويل تايلور (متسابق دراجات نارية)
جويل تايلور (بالإنجليزية: Joel Taylor)‏ هو متسابق دراجات نارية أسترالي، ولد في 28 مارس 1994.